# The Moment After
The Moment After (Brasil: O Arrebatamento / Portugal: Um Segundo Depois) é um filme estadunidense de 1999 da indústria cinematográfica cristã do gênero drama, ficção científica e suspense. 
Foi dirigido por Wes Llewellyn e roteirizado por Kevin Downes, Amanda Llewellyn, e Wes Llewellyn. Estrelado por David A. R. White, Kevin Downes, e Brad Heller. 
Com locações em Coachella, na Califórnia, o filme foi um sucesso popular o que lhe valeu a sequência The Moment After 2: The Awakening.

## Sinopse
Em um piscar de olhos, multidões de pessoas desaparecem. O exercito é colocado em alerta máxima logo após a confusão, e o FBI começa a investigação à procura das pessoas sumidas. Para o agente Adam Riley (David A. R. White) é uma questão pessoal. Contudo, para o agente Charles Baker (Kevin Downes), nada importa, sendo apenas um serviço qualquer. Em pouco tempo, a investigação volta aponta para um homem misterioso (Brad Heller), suspeito de estar formando uma organização paramilitar.